# Grylloderes sudanus
Grylloderes sudanus is een rechtvleugelig insect uit de familie krekels (Gryllidae). De wetenschappelijke naam van deze soort is voor het eerst geldig gepubliceerd in 1988 door Gorochov.